# هربرت اس. گوتوسکی
هربرت ساندر گوتوسکی (به انگلیسی: Herbert S. Gutowsky) (۸ نوامبر ۱۹۱۹ - ۱۳ ژانویه ۲۰۰۰) یک شیمی‌دان اهل آمریکا و استاد شیمی در دانشگاه ایلینوی در اربانا-شمپین بود. گوتوفسکی اولین کسی بود که روشهای رزونانس مغناطیسی هسته‌ای را در زمینه شیمی به‌کار برد. او از طیف سنجی رزونانس مغناطیسی هسته‌ای برای تعیین ساختار مولکول‌ها استفاده کرد. 